# Willibald Braun
Willibald Braun (* 7. Juni 1882 in Berkheim; † 11. August 1969 in Bregenz) war ein deutscher, ab 1906 in Österreich tätiger Architekt.

## Leben
Willibald (eigentlich Willebold, gen. Willi) Braun studierte zunächst an der Baugewerbeschule in Biberach an der Riß. In den Jahren 1901 bis 1906 war er Gasthörer (Hospitant) bei Theodor Fischer an der Technischen Hochschule Stuttgart.
Brauns beherrschende Stellung in der Architektur der Zwischenkriegszeit in Vorarlberg resultiert besonders aus der Vielzahl öffentlicher Bauaufgaben (Schulen, Spital, Verwaltung).
Von 1935 bis 1939 war Braun als Vertreter Vorarlbergs im Vorstand des Vereins für Geschichte des Bodensees und seiner Umgebung tätig; zudem besorgte er die Vereinsgeschäfte in Bregenz.

## Werke (Auswahl)
Sein erstes Büro in Bregenz eröffnete er 1906 zusammen mit Georg Natter. In dieser Zeit entstanden das Hotel Post in Bregenz und 1907 die Volksschule Rieden.

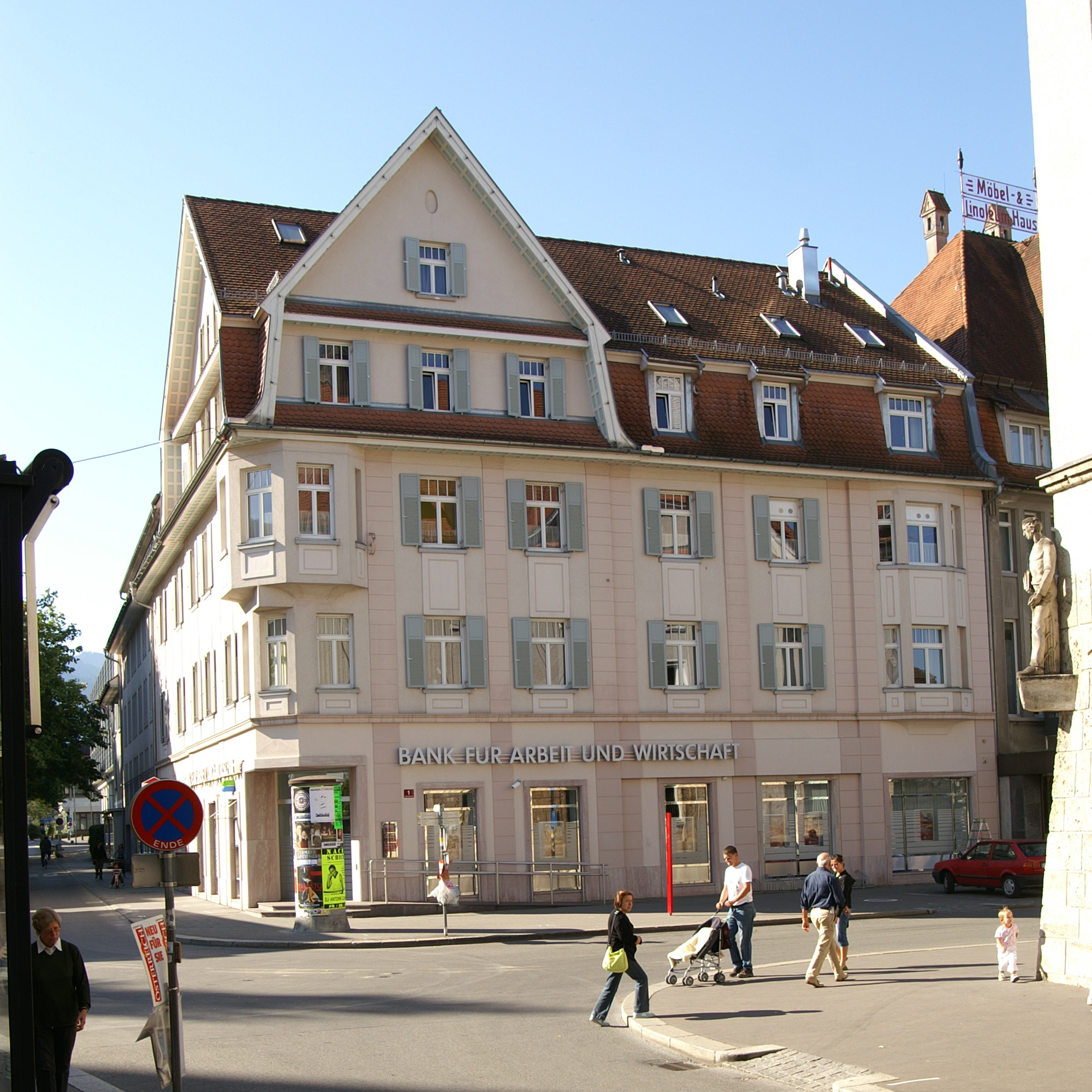
Bahnhofstraße 1, Dornbirn

### Wohn- und Geschäftshäuser
In Zusammenarbeit mit Franz Lukesch projektierte Braun Wohn- und Geschäftshäuser in Dornbirn (Bahnhofsstraße 1–2, 1911/12) und Bregenz (Inselstraße 9, 1912).
In den frühen selbständig geplanten Wohnhäusern noch aus der Zeit vor dem Ersten Weltkrieg suchte Braun die Distanz zum Jugendstil in Richtung einer Versachlichung aus dem Geist des Werkbundes.

### Siedlungs- und Reihenhäuser
In den von Braun konzipierten Siedlungs- und Reihenhäusern sowie den gemeinnützigen Wohnbauten herrscht in der Regel Sachlichkeit vor. Beispiele dazu sind:

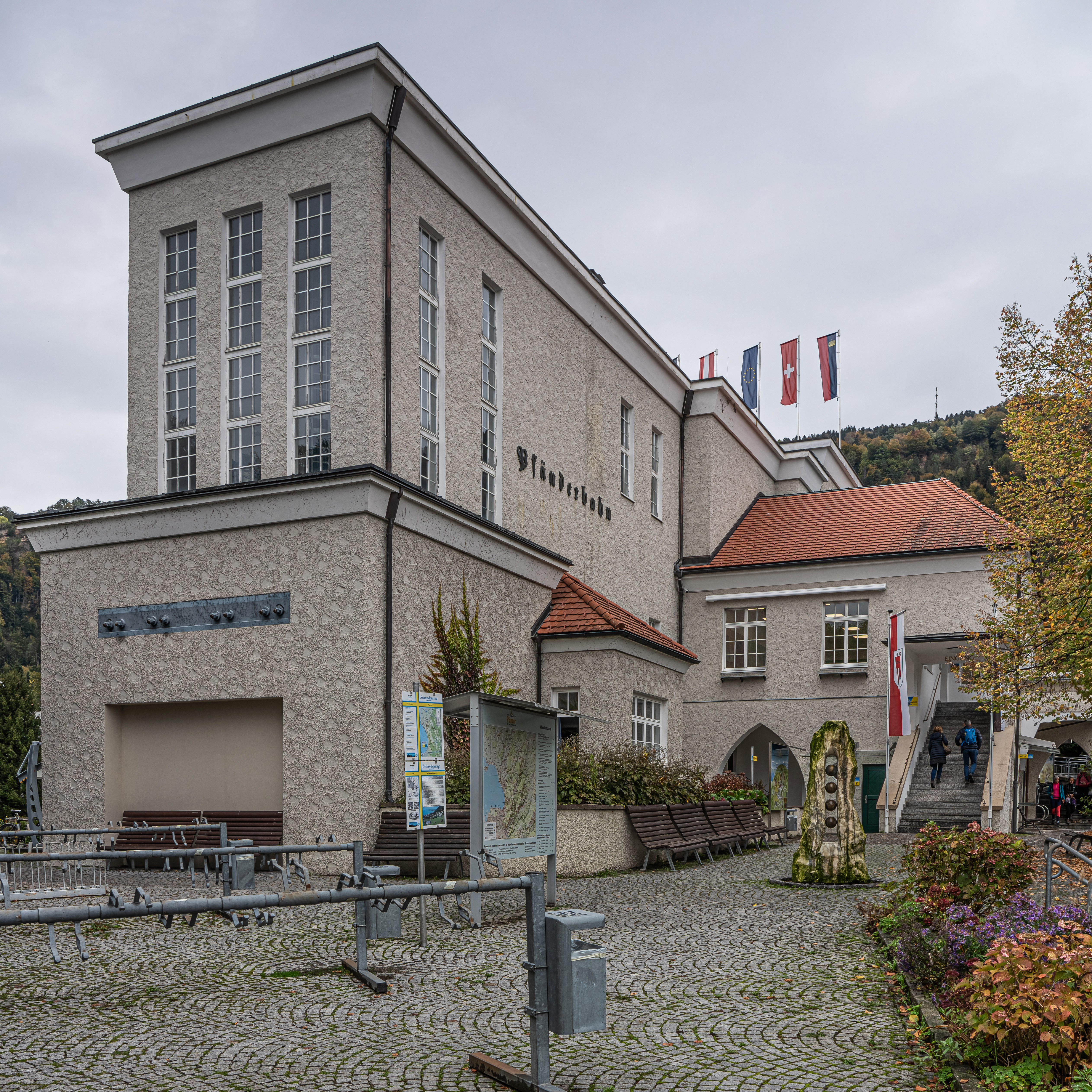
Talstation Pfänder in Bregenz

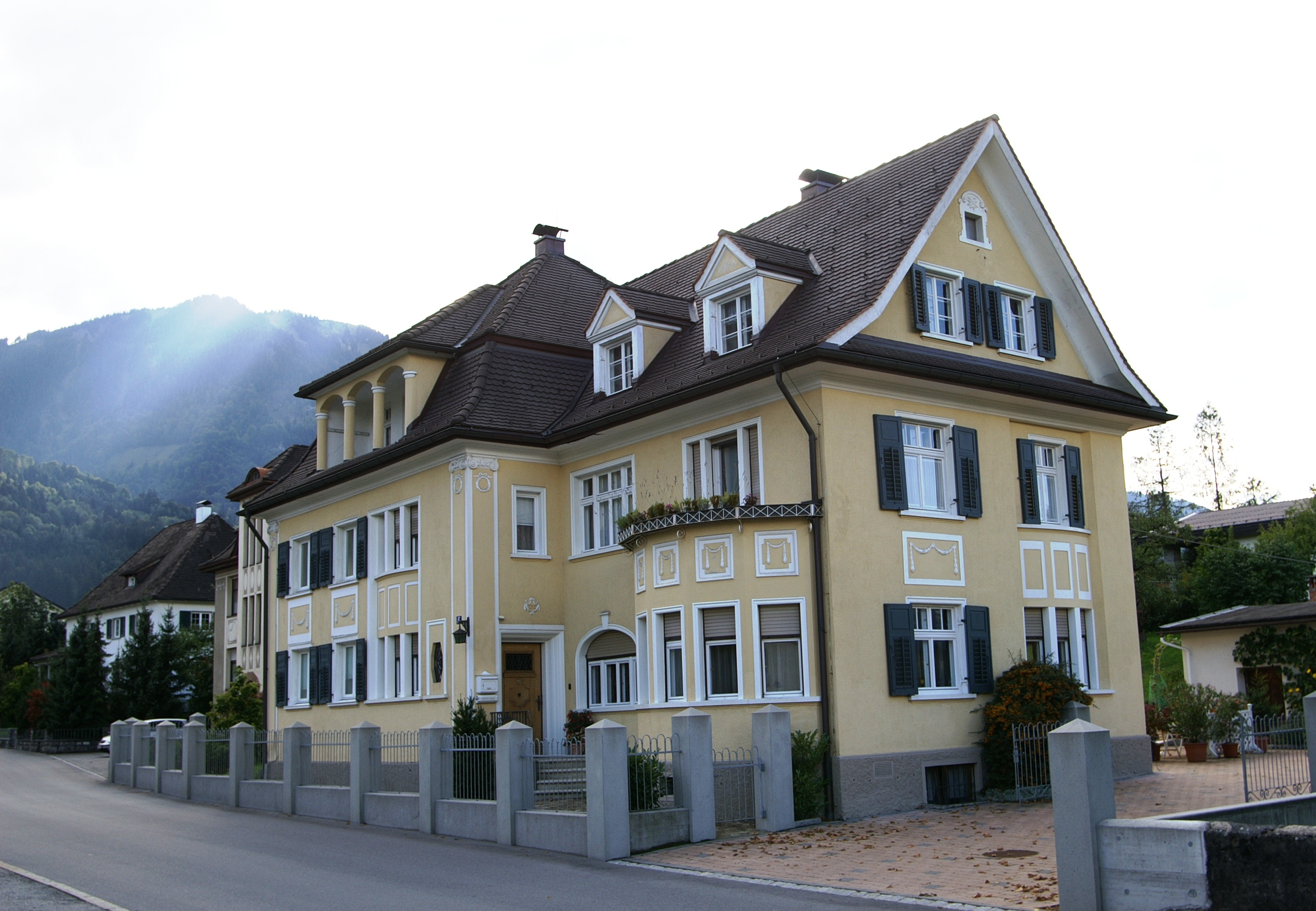
Landhaus Schallert, Nenzing

| - Am Stein, Bregenz - Auf der Matte, Bregenz | - Brielgasse, Bregenz - Heldendankstraße, Bregenz |

### Zweckbauten
In sogenannten „Zweckbauten“ folgte Braun konsequent der Materialsprache des Betons.
- Volksschule Rieden (1906/1907; mit Georg Natter)
- Hauptschule 1914, Belruptstraße 37 in Bregenz
- Lungenheilstätte Gaisbühel (1917–1920) in Bludesch
- Schulhaus im Walserstil (1921) in Damüls
- Altes Landhaus (1921), Bahnhofstrasse in Bregenz
- Strickwaren-Fabrik (1923), Bregenz
- Das „Grüne Haus“ (1925/1926) in Bregenz ist heute der Sitz der Landwirtschaftskammer Vorarlberg in der Montfortstraße. In den 20er Jahren wurden noch klassizistische Architekturelemente in stark vereinfachter Form verwendet – das Ergebnis ist eine repräsentative, auf Sachlichkeit reduzierte Architektur. An diesem Bau sind aber auch Spuren von Expressionismus (Arkaden) und Heimatschutzarchitektur (Erkertürmchen) erhalten.
- Bei den Stationen der Pfänderbahn (1926) in Bregenz wurden auch nationalromantische und expressionistische Akzentuierungen eingebracht.
- Vorarlberger Zementwerk erweitert 1926, Lorüns
- Magazin 4, Bregenz (1927–1928)
- Postgebäude, Josef-Wolf-Platz (1927), Bludenz
- Bezirksgericht, Sparkassenplatz 1 (1927–1929), Bludenz; dies ist ein Heimatstilbau mit Arkadeneingang und Eck-Erker.
- Pflegeanstalt Jesu-Heim (1928), in Oberlochau
- Textilwerk Lorünser, Nüziders
- Bücherspeicher des Landes-Archivs, Bregenz (zwischen 1926 und 1931)
- Volksschule (1934), Nenzing

### Villen
Die villenartigen Wohnhäuser scheinen dem Auftraggeber angepasst, indem klassizistische, kubistische, auch Elemente des Heimatstils erscheinen.
Ganze Wohnstraßen, wenn nicht Wohnviertel in Bregenz sind dadurch beherrscht.
- Schedlerstraße 3, 5, 7 und 9, Bregenz
- Josef-Huter-Straße, im Ensemble mit Kaspar-Schoch-Straße, Bregenz
- Riedergasse, Bregenz
- Willimargasse, Bregenz
- Ausgezeichnet in die Seeuferlandschaft eingebunden wurde das Sporthaus des Verkehrsvereins während der Jahre 1925/26 in den Seeanlagen in Bregenz mit einer angeschlossenen Gaststätte errichtet. Sporthäuser dieser Art waren Treffpunkt der Gesellschaft, daher auch der Villen- und Landhauscharakter.
- Villa Vonach (1928), Lauterach
- Landhaus Fabrikant Ferdinand Schallert, Bahnhofstrasse 17, Nenzing
- Hotel Madrisa um (1904), der Braun´sche Jugendstiltrakt ist ein Gargellener Wahrzeichen

### Kirchen
- Pfarrkirche Feldkirch-Gisingen, Erweiterung der bestehenden Kirche von 1864/65
- Pfarrkirche Wald am Arlberg (1930–1931) in der Gemeinde Dalaas
- Erlöserkirche (Lustenau) (1933–1935), zusammen mit Emanuel Thurnher aus Dornbirn
- Neue Fatimakapelle auf dem Stollen (1951–1952) in Langen bei Bregenz
- Pfarrkirche Bregenz-St. Gebhard (1956–1961), zusammen mit Sohn Wilhelm Braun

### Innenarchitektur
Bemerkenswert sind auch die eigenhändigen Kohle-Zeichnungen Brauns. Die Gediegenheit von Inneneinrichtungen kam besonders durch die Zusammenarbeit mit dem Schlosser Franz Mäser und Schreiner Josef Gaudl zustande.